# Blue Yonder (Unternehmen)
Blue Yonder Group, Inc. ist ein US-amerikanischer Softwarehersteller für den Bereich Supply-Chain-Management (SCM), Demand-Chain-Management und Enterprise-Resource-Planning (ERP). Seinen Sitz hat das Unternehmen in Scottsdale (Arizona). 

## Geschichte
Das Unternehmen geht zurück auf die von James Donald Armstrong im Jahr 1978 in Calgary, Kanada gegründete JDA Software Services, einen IBM-Serviceprovider. 1985 verkaufte Armstrong sein kanadisches Unternehmen und gründete zusammen mit seinem Partner Frederick M. Pakis in Cleveland, Ohio die JDA Software, Inc. 1987 konnte das Unternehmen mit einem Kraftfahrzeughändler in Phoenix (Arizona) einen größeren Vertrag abschließen und verlegte daraufhin seinen Firmensitz auch nach Arizona. In den folgenden Jahren konzentrierte sich das Unternehmen hauptsächlich auf die Bereitstellung von Softwarepaketen und Beratungsdienstleistungen für die Informations- und Transaktionsanforderungen des Einzelhandels. Am 15. März 1996 wurde die Rechtsform in eine Incorporation geändert und das Unternehmen ging an die Börse. Im April 2000 wurde die Intactix Division, ein Anbieter von integrierte Warenwirtschaftssysteme und Business-to-Business-Lösung für Einzelhändler und ihre Lieferanten, im September 2001 die E3 Corporation (Bestandsoptimierungssysteme für den Groß- und Einzelhandel), im Juli 2006 die Manugistics Group (Demand-Chain-Management-Softwarelösungen) und im Januar 2010 die i2 Technologies (Supply-Chain-Managementlösungen), übernommen und in das Unternehmen integriert. Dadurch erweiterte JDA Software seine Angebotspalette im Bereich Warennachschubplanung, Warenwirtschaft und Transport und konnte weltweit bis 2010 rund 6.000 Unternehmenskunden unterschiedlicher Größe dazu gewinnen, darunter Coca-Cola, Infineon, Liberty Global, Puma, Renault, Rossmann, TE Connectivity (zu Tyco Electronics) und Thales Group.
Am 7. Juli 2009 erwarb das Unternehmen einen Anteil von 49 Prozent an der deutschen Strategix Enterprise Technology GmbH mit Sitz in Düsseldorf. 
Am 21. Dezember 2012 gab JDA Software die Fusion mit dem US-amerikanischen Logistiksoftware-Anbieter RedPrairie aus Alpharetta, Georgia bekannt.
Am 21. April 2021 gab Panasonic bekannt, Blue Yonder zu übernehmen. Die Übernahme wurde am 17. September desselben Jahres abgeschlossen. Das Unternehmen operiert seither als Teil der Panasonic Connect Gruppe. 

Im Februar 2022 gab der bisherige CEO Girish Rishi seinen Rücktritt bekannt um sein Amt als CEO des Norwegischen Softwareherstellers Cognite anzutreten. Duncan Angove wurde als neuer CEO in den Vorstand berufen. 